# Hero, Hero
Hero, Hero er et opsamlingsalbum af Judas Priest, udgivet i tiden mellem British Steel (1980) og Point of Entry (1981) af Gull Records.
Albummet består af alle ti sange fra Rocka Rolla, seks sange fra Sad Wings of Destiny og en alternativ version af "Diamonds And Rust". Sangene fra Rocka Rolla samt "Diamonds And Rust" blev remikset af Rodger Bain i 1981. Sangene fra Sad Wings of Destiny blev ikke remikset.
Hero, Hero blev udgivet af Gull Records i et forsøg på at "tjene penge på Judas Priests popularitet". Judas Priest's management har anbefalet at man ikke køber opsamlingerne fra Gull Records, fordi at selvom de på overfladen ligner nye album er det kun en genudgivelse af gammelt materiale.

## Spor

### Side 1
1. "Prelude" (Glenn Tipton) – 2:02
  - Oprindeligt udgivet på Sad Wings of Destiny, i 1976
2. "Tyrant" (Rob Halford, Tipton) – 4:28
  - Oprindeligt udgivet på Sad Wings of Destiny, i 1976
3. "Rocka Rolla" (Halford, K.K. Downing, Tipton) – 3:05
  - Oprindeligt udgivet på Rocka Rolla, i 1974
4. "One for the Road" (Halford, Downing) – 4:40
  - Oprindeligt udgivet på Rocka Rolla, i 1974

### Side 2
1. "Victim of Changes" (Al Atkins, Halford, Downing, Tipton) – 7:47
  - Oprindeligt udgivet på Sad Wings of Destiny, i 1976
2. "Dying to Meet You" (Halford, Downing) – 6:16
  - Oprindeligt udgivet på Rocka Rolla, i 1974
3. "Never Satisfied" (Atkins, Downing) – 4:50
  - Oprindeligt udgivet på Rocka Rolla, i 1974

### Side 3
1. "Dreamer Deceiver" (Atkins, Halford, Downing, Tipton) – 5:51
  - Oprindeligt udgivet på Sad Wings of Destiny, i 1976
2. "Deceiver" (Halford, Downing, Tipton)- 2:40
  - Oprindeligt udgivet på Sad Wings of Destiny, i 1976
3. "Winter" (Atkins, Downing, Ian Hill) – 1:31
  - Oprindeligt udgivet på Rocka Rolla, i 1974
4. "Deep Freeze" (Downing) – 1:20
  - Oprindeligt udgivet på Rocka Rolla, i 1974
5. "Winter Retreat" (Halford, Downing) – 3:27
  - Oprindeligt udgivet på Rocka Rolla, i 1974
6. "Cheater" (Halford, Downing) – 2:57
  - Oprindeligt udgivet på Rocka Rolla, i 1974

### Side 4
1. "Diamonds & Rust" (Joan Baez) – 3:26
  - Oprindeligt udgivet på Sin After Sin, i 1977
2. "Run of the Mill" (Halford, Downing, Tipton) – 8:33
  - Oprindeligt udgivet på Rocka Rolla, i 1974
3. "Genocide" (Halford, Downing, Tipton) – 5:51
  - Oprindeligt udgivet på Sad Wings of Destiny, i 1976
4. "Caviar and Meths" (Atkins, Downing, Hill) – 2:00
  - Oprindeligt udgivet på Rocka Rolla, i 1974

## Musikere
- Rob Halford – Vokal, mundharmonika
- K.K. Downing – Guitar
- Glenn Tipton – Guitar, keyboard, baggrundsvokal
- Ian Hill – Bas
- John Hinch – Trommer (dele af albummet)
- Alan Moore – Trommer (dele af albummet)